# Astrocoeniidae
Astrocoeniidae é uma família de cnidários antozoários da subordem Astrocoeiina, ordem Scleractinia.

## Géneros
- Astrocoenia Milne-Edwards & Haime, 1848
- Stephanocoenia Milne-Edwards & Haime, 1848
- Stylocoeniella Yabe & Sugiyama, 1935